# NGC 3823
NGC 3823 é uma galáxia espiral na direção da constelação de Crater. O objeto foi descoberto pelo astrônomo John Herschel em 1836, usando um telescópio refletor com abertura de 18,7 polegadas. Devido a sua moderada magnitude aparente (+12,7), é visível apenas com telescópios amadores ou com equipamentos superiores. 